# Lucien Rebuffic
Lucien Rebuffic, född 22 december 1924 i Bois-Colombes, död 4 januari 1997 i Caen, var en fransk basketspelare.
Rebuffic blev olympisk silvermedaljör i basket vid sommarspelen 1948 i London.